# Без мундира
«Без мундира» — советская производственно-социальная драма 1988 года, снятая режиссёром Дмитрием Светозаровым.

## Сюжет
Перестроечный фильм повествует о начальнике некоей (в реальности не существующей) железной дороги, пытающегося провести эксперимент со сверхдлинным грузовым поездом, несмотря на все преграды, выставляемые «министерской машиной», расхлябанностью сотрудников, семейными проблемами и просто случайностями (образно обрисованы накопившиеся проблемы времён Застоя).
Рекордный поезд застопорен на тупиковой ветке неудачно прошедшей обычной электричкой. Все выезды с вокзала задерживаются.
Тем временем в зале ожидания "нарастает протест" (сопровождается рок-музыкой).
В конце концов, поезд всё же будет отправлен, но от него оторвутся несколько вагонов.

## В ролях
- Анатолий Васильев — Николай Иванович Свиблов
- Андрей Николаев — Дмитрий Павлович Звонарёв
- Виктор Проскурин — Пётр Леонидович Шухов
- Виктор Егунов — Гавриил Тарасович Костромичёв
- Капар Медетбеков — Алабаев
- Владимир Кашпур — Пётр Никитич Траков
- Пётр Щербаков — Валерий Павлович
- Герман Колушкин — Филин
- Ольга Машная — «Дюймовочка»
- Иосиф Рыклин — Шлапобергский
- Юрий Комаров
- Альберт Запрудский
- Сергей Добротворский
- Юрий Кузнецов
- Николай Годовиков

## Съёмочная группа
- Сценарист — Александр Горохов
- Операторы: Александр Устинов, Александр Чечулин
- Художник — Михаил Суздалов
- Композиторы: Андрей Макаревич, Александр Зайцев, Александр Кутиков

- Музыка исполняется группой «Машина времени».